# Medalia Ioan al VIII-lea Paleologul

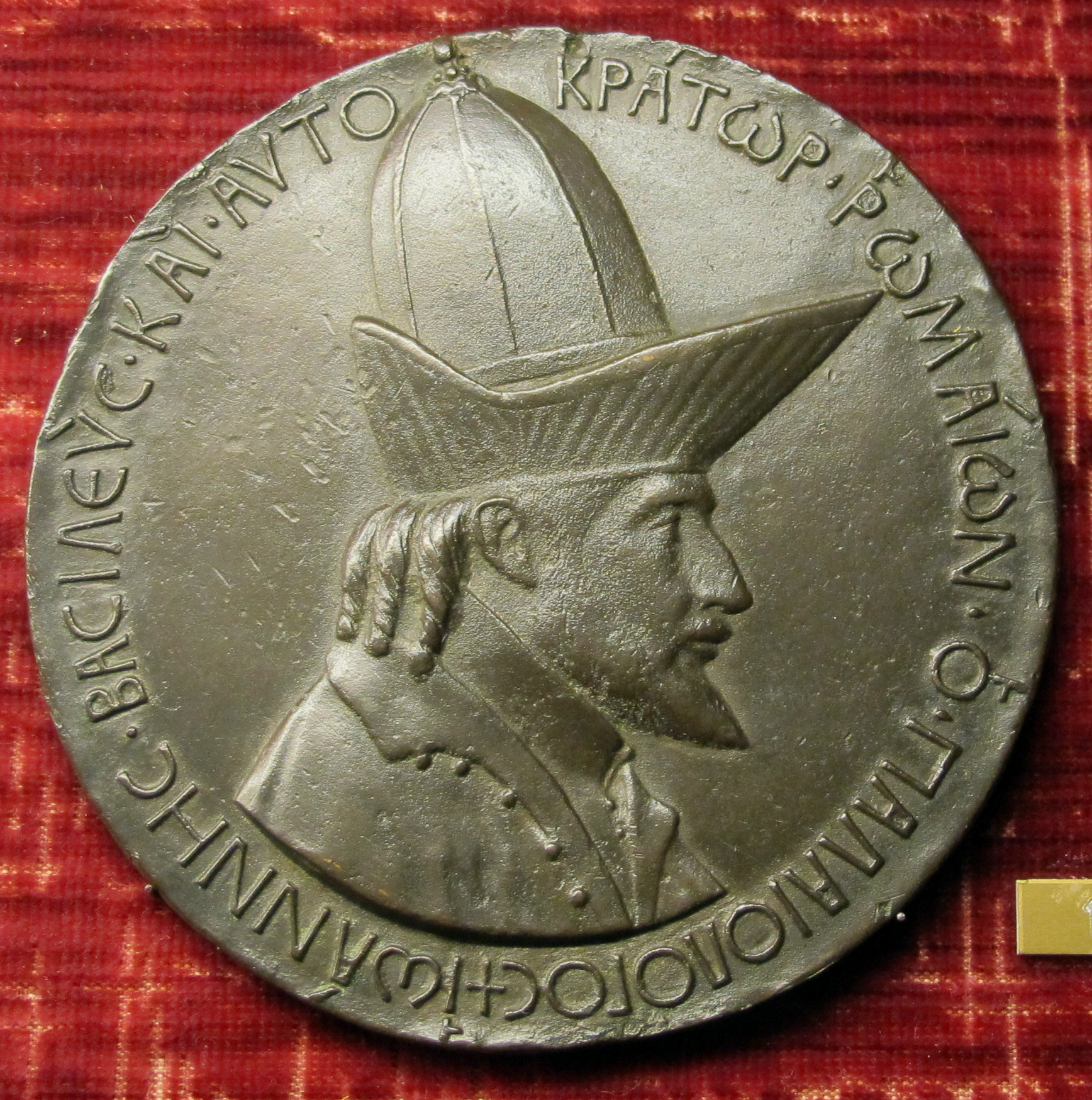
Medalia lui Ioan al VIII-lea Paleologul, avers

Medalia lui Ioan al VIII-lea Paleologul a fost realizată din bronz de artistul italian Pisanello, în anul 1438 și are diametrul de 10,2 cm. A fost absolut prima medalie modernă.

## Istorie
În anul 1431 au început la Basel lucrările celui de-al XVII-lea Conciliu ecumenic. Papa Eugen al IV-lea a mutat lucrările acestui conciliu la Ferrara, apoi la Florența. Conciliul al XVII-lea ecumenic a avut ca subiecte, între altele, adoptarea unei reforme a Bisericii și reunificarea Bisericii Răsăritului cu Biserica Catolică. Acestea erau despărțite de aproape 400 de ani (din 1054). Rezultatele conciliului nu au fost de durată, urmașul lui Ioan al VIII-lea fiind ucis în contextul căderii Constantinopolului.
Însoțit de curtea sa, în 1438, Ioan al VIII-lea Paleologul (1425-1448), adept al reunificării celor două mari ramuri ale bisericii creștine, s-a dus la Ferrara pentru a discuta cu papa Eugen al IV-lea (1431-1447) reunificarea. La Conciliul de la Ferrara-Florența, ca artist martor a fost chemat Pisanello, în acea vreme aflat în solda familiei Este. Toți istoricii sunt de părere că medalia a fost creată de Pisanello în timpul șederii artistului la Padova.
Pisanello a fost foarte impresionat de curtea bizantină, de îmbrăcămintea bizantinilor.

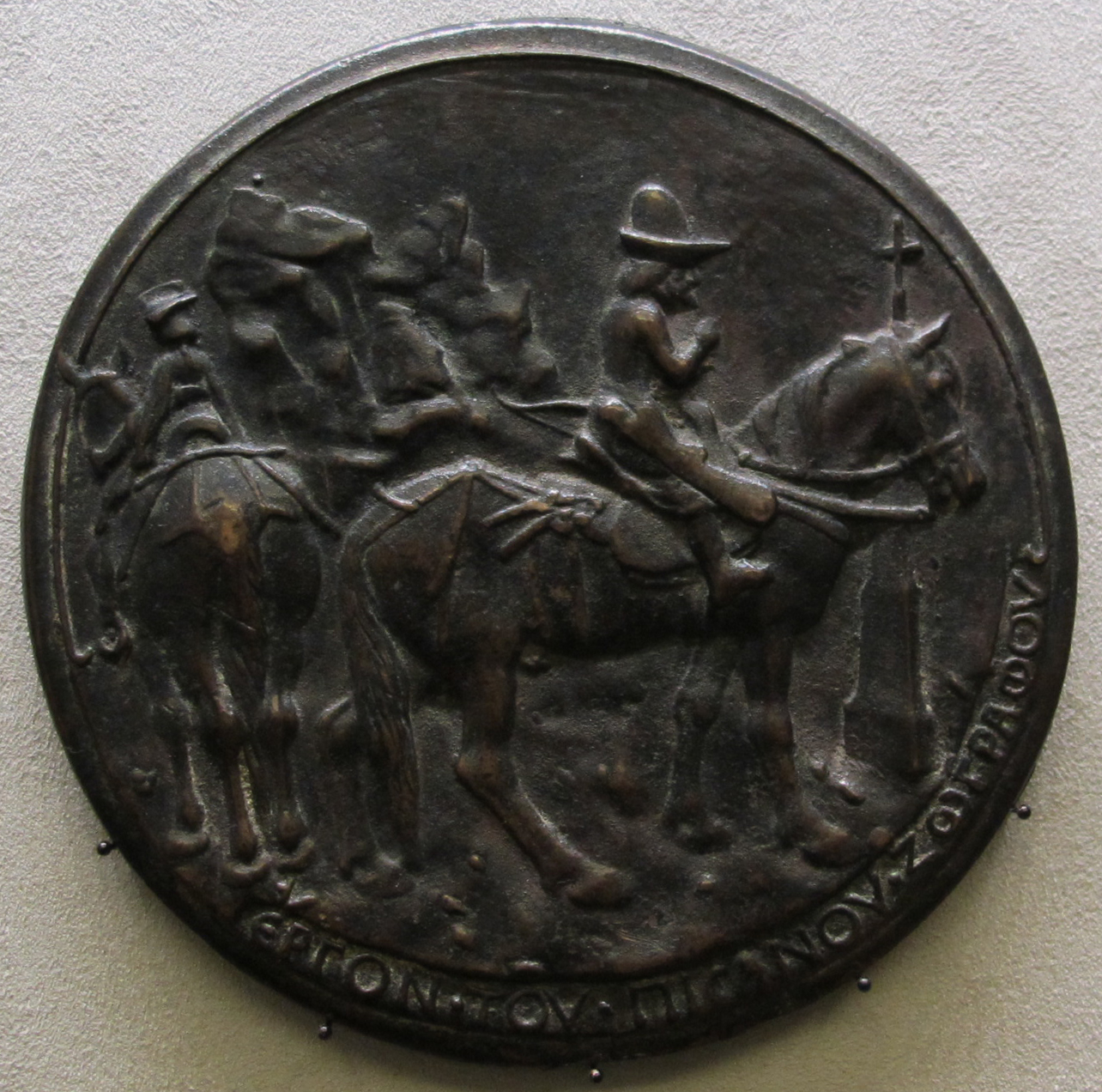
Medalia lui Ioan al VIII-lea Paleologul, revers

Cu această ocazie, Pisanello a creat o medalie comemorativă, pe care a dat-o apoi împăratului. A fost prima medalie pe care a fost gravat portretul unei persoane în viață, după Imperiul Carolingian, când fusese interzisă o asemenea reprezentare (în secolul al IX-lea).

## Descriere
Pe aversul medaliei este gravat portretul împăratului Ioan al VIII-lea Paleologul, sub formă de bust spre dreapta. Pe medalie sunt gravate inscripții în limba greacă și în limba latină, pentru sublinierea reunificării celor două ramuri ale bisericii creștine și, implicit, a Orientului și Occidentului. Se poate citi, în greacă: „ΣΙΩΑΝΝΗC BACIΛEÚC KAI 'AUTO KPÁTΩP 'PΩMÁIΩN 'Ó ΠAΛΑIÓΛOΓΟC” (în română: „Ioan, bazileu și autocrat al romanilor, Paleologul”). 
Pe reversul medaliei, împăratul este reprezentat călare, îmbrăcat în haine de vânătoare, conducându-și, la pas, calul spre dreapta, cu mâinile împreunate, privind în față o cruce latină. În spatele său se află un paj, iar în ultimul plan, spre stânga, un grup de stânci. Putem citi, în latină și în greacă: „OPVS PISANI PICTO/RIS” (în română: „Opera lui Pisanello, pictor”), „ÉPΓON TOV ΠICÁNOV ZΩΓPAΦOV” (în română: „Opera lui Pisano, pictor”).
Mulțumită operei lui Pisanello, putem cunoaște astăzi, cu o bună aproximare, aspectul fizic al lui Ioan al VIII-lea Paleologul. Este reprezentat purtând o pălărie mare, precum și o barbă îngrijită, părul destul de lung, nasul acvilin.